# 刘雄 (范县县令)
劉雄，（？—？），涿郡人，劉備之祖父，曾被举荐为孝廉，官至东郡范县县令，儿子刘弘就是刘备的父亲。
按照《三国志》本文，他是中山靖王刘胜、陆城亭侯刘贞的后代。据裴松之注所引《典略》记载，刘备本临邑侯枝属，刘雄或者是常山宪王刘舜六世孙临邑侯刘让的后裔，或者是齐武王刘縯的孙子临邑侯刘复之後。
小说《三国演义》铺排了刘备祖上的谱系，均无史实依据。